# SuriPop XXI
SuriPop XXI was op 3 december 2022 een muziekfestival in Suriname. De finale werd gehouden in het NIS in Paramaribo. Rudi & Eunice Fernand wonnen dit jaar de Jules Chin A Foeng-trofee met hun lied Dya mi de. Het werd gezongen door Naomi Sastra.
De nummers werden geprezen en het festival had volgens Suriname Herald een vlot verloop en was met de tijd meegegaan. Er gingen ook dingen mis, zoals het uitvallen van de microfoon tijdens de opvoering van Mi nanga yu door Rodney Deekman. Het publiek eiste vervolgens met succes dat het lied nog een keer werd gezongen. Ook ging het uitroepen van de winnaars bijna mis en moet de jury ingrijpen, waarna de juiste winnaars bekend werden gemaakt.
Het Suripopfestival werd na vier jaren weer gehouden. Door de COVID-pandemie was 2020 overgeslagen.

## Finale
In de voorselectie koos de jury twaalf liederen van veertien componisten, uit meer dan zeventig inzendingen.
In 2024 werd het nummer Mi wani gwe van Scrappy W (Claude Dinge) met terugwerkende kracht gediskwalificeerd, omdat het al in 2016 gepubliceerd is geweest op YouTube. Dit is tegen de regels.
| Nr. | Lied                  | Vocalisten                     | Componist                                | Arrangeurs                       | Videoproducer         |
| --- | --------------------- | ------------------------------ | ---------------------------------------- | -------------------------------- | --------------------- |
| 1   | Mi wani gwe           | Tjatjie & Enver Panka          | Claude Dinge                             | Alfred Bisoina                   |                       |
| 2   | Uma prani yu rutu     | Samora Souprayen               | Jennifer Naarden                         | Res Staudenmann & Ludovic Haurau |                       |
| 3   | Libi sma tu           | Rebrouf Sanvisi                | Emanuel Sanvisi                          | Prayanswer Rotgans               |                       |
| 4   | Mi no sa kori yu      | Joel Kuisch                    | Roberto Banel                            | Ernesto van Dal                  |                       |
| 5   | Mi nanga yu           | Rodney Deekman                 | Donovan Mahadew                          | Rolinzo Huur                     |                       |
| 6   | Tan presi             | Iwan Willemzorg                | Hilkia Lobman                            | Ernesto van Dal                  |                       |
| 7   | Dya mi de 🥇          | Naomi Sastra                   | Rudi & Eunice Fernand                    | Ernesto van Dal                  | STAS International    |
| 8   | Kenki yu yeye tide 🥈 | Waldino Belfor & Powl Ameerali | Clint Fazal Alikhan & Ricky Cheng A June | Rolinzo Huur & Ernesto van Dal   | STAS International 🥇 |
| 9   | Prasoro               | Marvin Josafath                | Delceggio Scheineman                     | Ricky Aloeboetoe                 |                       |
| 10  | Lobi na wan wortu     | Maroef Amatstam                | Gino Ammersingh                          | Steve Jabini & Ernesto van Dal   |                       |
| 11  | Fu tego nanga yu      | Marcus Nahar                   | Ferdinand Schet                          | John Clay & Ernesto van Dal      |                       |
| 12  | Ete wan leisi 🥉      | Joël Pinas                     | Nicole Mackintosh                        | David Pansa                      | Juel Multimedia       |

I (1982) · II (1983) · III (1984) · IV (1986) · V (1988) · VI (1990) · VII (1992) · VIII (1994) · IX (1996) · X (1998) · XI (2000) · XII (2002) · XIII (2004) · XIV (2006) · XV (2008) · XVI (2010) · XVII (2012) · XVIII (2014) · XIX (2016) · XX (2018) · XXI (2022) · Kerstsongeditie (2023) · XXII (2024)